# Leśniaki (Będzin)
Pour les articles homonymes, voir Leśniaki.
Leśniaki est une localité polonaise de la gmina de Siewierz, située dans le powiat de Będzin en voïvodie de Silésie.